# Zurich Insurance Group
Zurich Insurance Group Ltd. (běžně známá pod jménem Zurich) je švýcarská pojišťovna se sídlem v Curychu. Je největší pojišťovnou ve Švýcarsku, a podle seznamu Forbes Global 2000 byla v roce 2020 také 117. největší veřejně obchodovanou společností na světě.
Zurich dělí své obchodní portfolio do tří segmentů: General Insurance, Global Life a Farmers. K těm se od prosince 2020 přidal ještě segment majetkového pojištění, odkoupený od pojišťovny MetLife. Zurich zaměstnává 55 000 lidí ve 215 zemích světa. Společnost je kotována na švýcarské burze SIX Swiss Exchange. V roce 2012 měla vlastní jmění 34,494 miliardy dolarů.

## Hlavní tržní segmenty

### General Insurance
Segment General Insurance pokytuje služby jednotlivcům, malým a středním podnikům i velkým nadnárodním korporacím. Služby zahrnují pojištění vozidel, nemovitostí, a komerčních produktů a služeb.

### Global Life
Segment Global Life zahrnuje životní pojištění, spořicí, investiční a penzijní produkty. Ve Spojených státech tyto služby poskytuje Zurich American Life Insurance Company, s pobočkami v Schaumburgu v Illinois, v Kansasu a v New Yorku.

### Farmers
Segment Farmers zahrnuje společnosti Farmers Management Services, která zajišťuje služby, nesouvisející s pohledávkami, pro Farmers Exchanges (tři specializované vzájemné pojišťovny, nevlastněné skupinou Zurich), a dále Farmers RE, která poskytuje zajištění pro Farmers Exchages. Farmers Insurance Group (vlastněná skupinou Zurich) je třetí největší pojišťovnou ve Spojených státech.

### MetLife
V prosinci 2020 odkoupila skupina Zurich segment majetkového pojištění od pojišťovny MetLife za 3,6 miliardy dolarů. Tato transakce je podpořena desetiletou smlouvou o spolupráci mezi Farmers a MetLife a je financována částkou 2,43 miliardy dolarů od skupiny Zurich, zatímco zbývajících 1,51 miliardy dolarů poskytla skupina Farmers.